# Cythereis
Genre
Synonymes
Cythere (Cythereis)
Cythereis est un genre de crustacés ostracodes.

## Espèces
- Cythereis angulata
- Cythereis fidicula
- Cythereis finmarchica
- Cythereis glauca
- Cythereis navicula
- Cythereis ornatissima
- Cythereis phalaropi
- Cythereis procteri
- Cythereis tuberculata

espèces fossiles
- †Cythereis biplicata Jones, 1850
- †Cythereis alaris Ulrich & Bassler, 1904
- †Cythereis cornuta Roemer, 1838